# Potamobrotica trifasciata
Potamobrotica trifasciata es una especie de insecto coleóptero de la familia Chrysomelidae. Fue descrita en 1966 por Blake.